# Nathalie Nieson

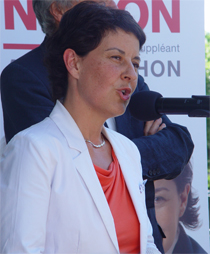
Nieson 2012

Nathalie Nieson (* 26. März 1969 in Lyon) ist eine französische Politikerin. Sie ist seit 2012 Abgeordnete der Nationalversammlung.
Nieson, die in der Banlieue von Lyon aufwuchs, studierte nach ihrem Abitur Rechnungswesen und war nach ihrem Militärdienst als Buchhalterin tätig. Zeitgleich war sie in der Parti socialiste aktiv und erlangte 1995 mit dem Einzug in den Gemeinderat von Bourg-de-Péage ihr erstes politisches Amt. 2004 folgte dem die Wahl in den Regionalrat der Region Rhône-Alpes. Auf lokaler Ebene wurde Nieson 2008 zur Bürgermeisterin von Bourg-de-Péage gewählt. Bei den Parlamentswahlen 2012 trat sie für die Sozialisten im vierten Wahlkreis des Départements Drôme an und zog in die Nationalversammlung ein.